# ریخته‌گری شیشه

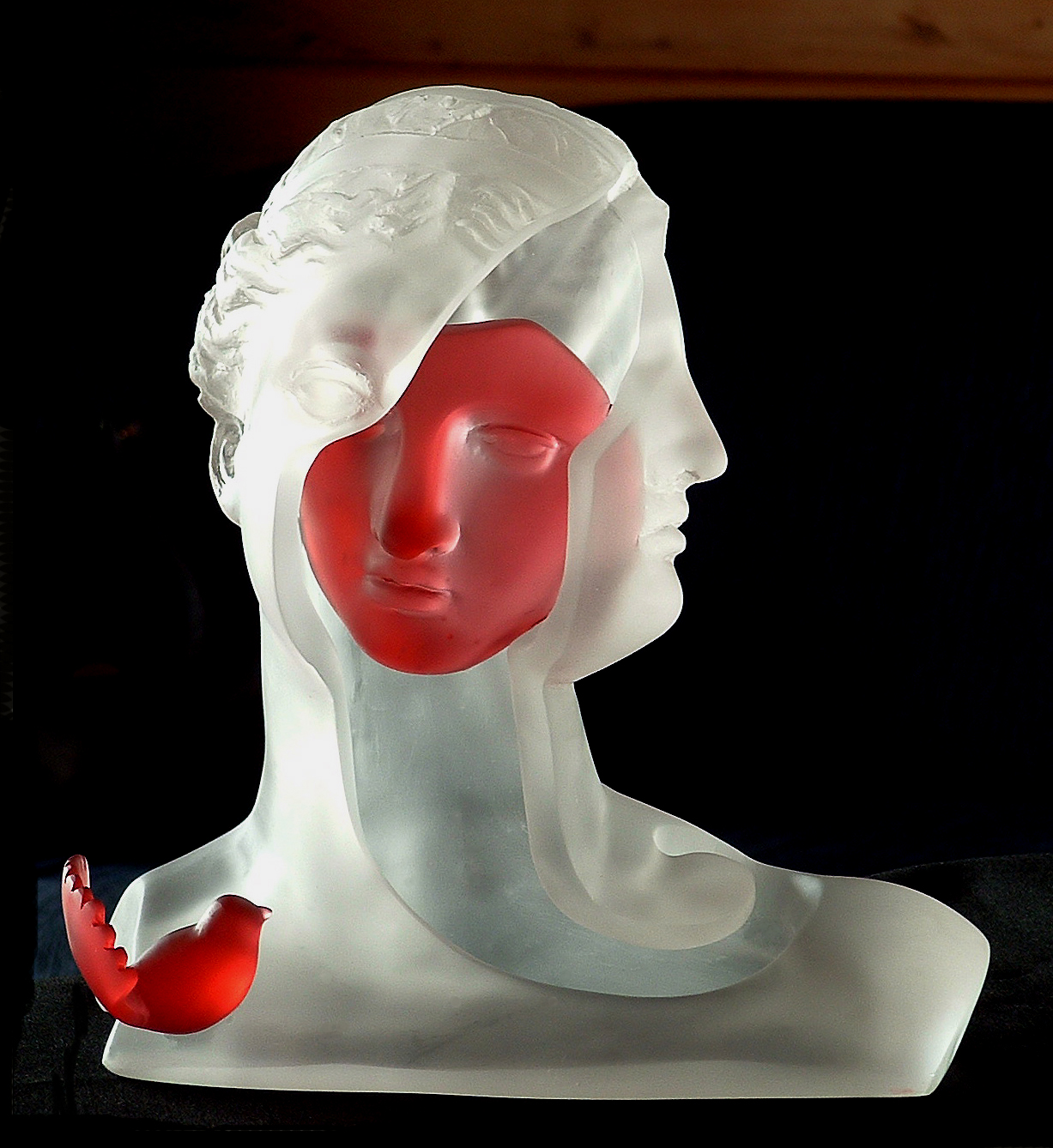
یک مجسمه شیشه ریخته‌گری شده حاصل از فرایند کوره‌ای

ریخته‌گری شیشه فرآیندی است که در آن شیشه با ذوب مستقیم و ریختن آن در قالب، انجماد صورت می‌گیرد. این فناوری از روزگار مصریان به کار گرفته می‌شد. ریخته‌گری مدرن شیشه با فرآیندهای متنوعی مانند؛ ریخته‌گری کوره یا ریخته‌گری در قالب‌های ماسه‌ای، گرافیتی یا فلزی صورت می‌گیرد.

## تاریخچه

### دوره رومیان

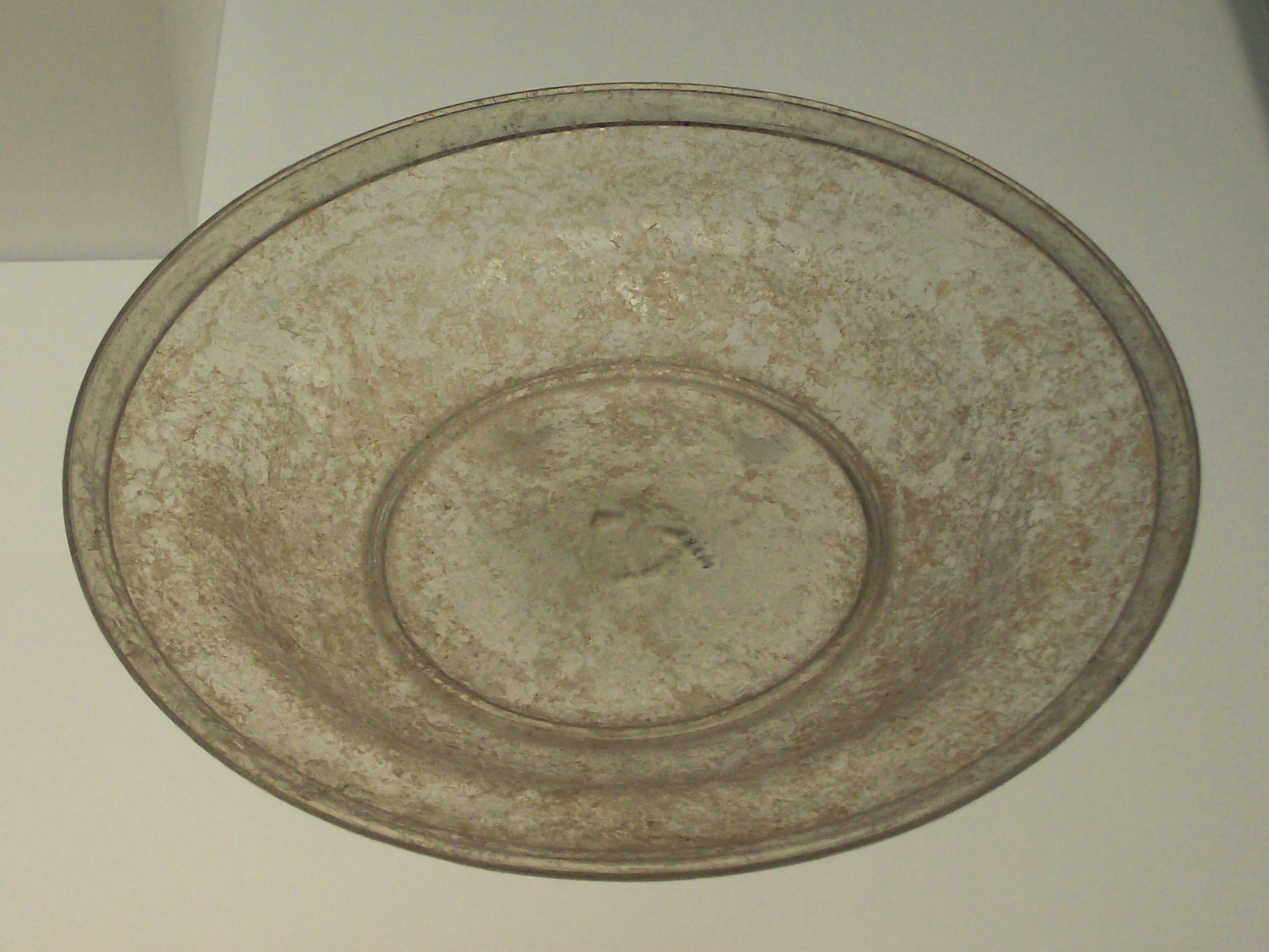
بشقاب شیشه ریخته‌گری شده رومی از قرن سوم میلادی، کشف شده از قبرس

در دوره رومیان از قالب‌های چند تکهٔ به هم پیوسته برای ایجاد ظروف شیشه‌ای تو خالی استفاده می‌شد. همچنین شیشه نیز می‌بایست با ریخته‌گری فریت (frit) به قالب اضافه می‌شد، که در آن قالب با خرده‌های شیشه پر می‌شد و تا دمای ذوب شیشه گرم می‌شد یا این که شیشه مذاب به‌طور مستقیم به داخل قالب ریخته می‌شد. شواهدی از پمپئی (شهری قدیمی در نزدیکی ناپل ایتالیا) اشاره می‌کند که شیشه مذاب از اواسط قرن اول میلادی مرسوم بوده‌است. ظرف‌های توخالی عملیات حرارتی شده، که به منظور تراش و بریدن ثابت شدند، تمام سطوح آن صیقل داده می‌شود تا به شکل مورد نظر برسند. پلینی د الدر در تاریخ طبیعی خود اشاره می‌کند که تراش در اغلب شیشه‌هایی که در اواسط قرن اول تولید می‌شده، به کار می‌رفته است.
اعتقاد بر این است که ایتالیا منبع بسیاری از شیشه‌های ریخته‌گری شده رنگارنگ مجلل اولیه بوده‌است، در حالی که شیشه‌های ریخته‌گری شده تک رنگ در مناطق دیگری از مدیترانه غالب بوده‌است.
شکل‌های ساخته شده به خوبی نشان می‌دهد که از صنایع نقره و برنز رومیان، و کاسه و بشقاب‌های زورقی، که از جمله صنایع سرامیکی می‌باشند، الهام گرفته‌است. اشکال ظروف ریخته‌گری در اواخر قرن اول میلادی محدودتر شدند، و تولید آن‌ها تا دهه‌های دوم و سوم سده دوم میلادی ادامه داشت. کاسه‌های ریخته شده بدون رنگ در میان رومیان در اواخر سده نخست و اوایل سده دوم میلادی متداول بوده‌است و در نقاط متفاوتی از این سرزمین تولید می‌شده‌است. بعضی از فنون ریخته‌گری در قرن‌های سوم و چهارم نیز به صورت بهبود یافته انجام می‌شد اما در تعدادی بسیار کمتر این تولید انجام می‌گرفت.

## روش‌های جدید

### ریخته‌گری ماسه
ریخته‌گری ماسه عبارت است از استفاده از شیشه مذاب داغ و ریختن مستقیم آن در یک قالب از پیش آماده شده. این روش بسیار شبیه به ریخته‌گری فلزات می‌باشد. قالب ماسه‌ای معمولاً با استفاده از مخلوطی از ماسه تمیز و نسبت کوچکی از آب جذب کننده بنتونیت آماده می‌شود. بنتونیت همانند ماده نگهدارندهٔ ماسه‌ها به هم عمل می‌کند. در این فرایند، مقدار کمی آب به مخلوط ماسه- بنتونیت اضافه می‌شود و به خوبی هم زده می‌شود و قبل از اضافه شدن به به ظرف سر باز الک می‌شود. الگو (که معمولاً از چوب استفاده می‌شود یا از دست به صورت مشت شده) محکم به داخل ماسه فشرده می‌شود تا یک اثر کامل بر روی ماسه بگذارد. این اثر همان شکل قالب را ایجاد می‌کند.
سطح قالب را با پودر شیشه‌های رنگی و فریت‌ها می‌تواند پوشش داد تا یک رنگ سطحی به شیشه داخل قالب ماسه‌ای بدهد. هنگامی که آماده‌سازی قالب به پایان رسید شیشه مذاب به وسیله یک ملاقه از پاتیل با دمای حدود ۱۲۰۰ درجه سانتی گراد (به منظور روان بودن مذاب) برداشته و به داخل قالب ریخته می‌شود. این روش بسیار سریع و پویا در دهه ۱۹۸۰ میلادی به وسیله یک هنرمند سوئدی به نام برتیل والین توسعه و بهبود یافت.

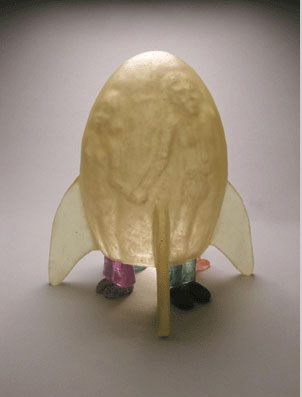
ریخته‌گری کوره کریستال سرب"خانواده هسته‌ای"

### ریخته‌گری کوره
ریخته‌گری کوره در قالبی انجام می‌گیرد که معمولاً از مخلوط گچ و یک ماده نسوز مانند سیلیکات ساخته می‌شود. الگو می‌تواند از هر ماده جامدی مانند موم، چوب یا فلز ساخته شود و پس از شکل دادن قالب (فرآیندی که به آن investment می‌گویند) از داخل قالب خارج می‌شود. یک روش برای شکل دادن قالب، روش موم ازدست‌رفته (lost wax) است. در این روش، یک الگو از جنس موم ساخته می‌شود و پس از شکل دادن قالب، موم در کوره تبخیر یا سوزانده می‌شود و یک حفره در قالب ایجاد می‌کند. قالب مقاوم در برابر حرارت که حاوی ذرات و توده‌های شیشه جامد است، سپس وارد کوره‌ای می‌شود که یک ورودی قیفی شکل دارد. کوره تا دمایی بین ۸۰۰ تا ۱۰۰۰ درجه سانتی گراد گرم می‌شود و شیشه پس از ذوب شدن قالب را به‌طور کامل پر می‌کند.

### خمیر شیشه

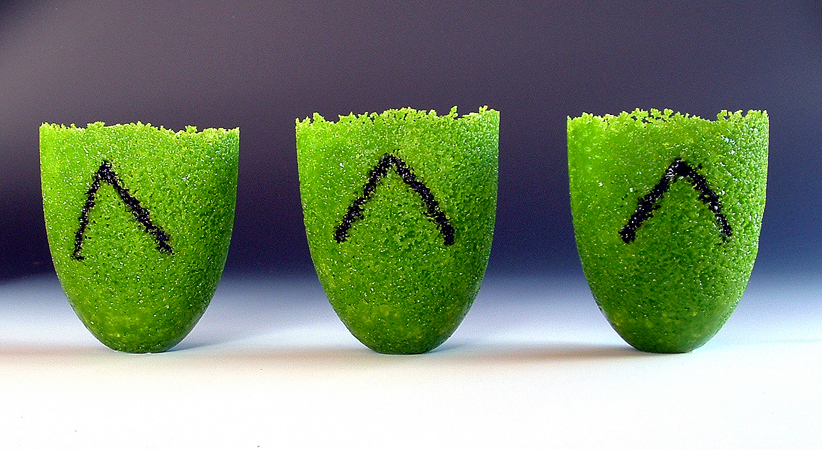
سه ظرف خمیر شیشه‌ای.

خمیر شیشه (Pâte de verre) شکل دیگری از ریخته‌گری کوره است. در این فرایند، شیشه کاملاً خرد شده با یک مادهٔ چسبنده، مانند صمغ عربی و آب، و معمولاً رنگ و لعاب مخلوط می‌شود. خمیر حاصل به منظور پوشش سطح داخلی یک قالب منفی به کار می‌رود. پس از پوشش دهی، قالب در دمای مناسب گرم می‌شود و شیشه پس از ذوب شدن یک شی توخالی را ایجاد می‌کند که می‌تواند با توجه به ضخامت لایه‌های خمیر شیشه اولیه، دیواره‌های ضخیم یا نازک داشته باشد. Daum، یک تولیدکننده کریستال‌های تجاری فرانسوی، تعداد زیادی مجسمه به روش خمیر شیشه تولید می‌کند.

### ریخته‌گری گرافیت
گرافیت نیز در شکل‌دهی گرم شیشه بکار می‌رود. قالب‌های گرافیتی با کنده کاری، ماشین‌کاری آن‌ها تا رسیدن به انحنای موردنظر یا با انباشتن آن‌ها به منظور رسیدن به شکل مطلوب آماده می‌شوند. شیشه مذاب داخل قالب ریخته می‌شود و سپس به اندازه‌ای سرد می‌شود تا به کوره آنیل به منظور آهسته سرد شدن، منتقل شود.